# Combate de gigantes
Combate de gigantes (Ercole, Sansone, Maciste e Ursus gli invincibili) es una película del género peplum dirigida por Giorgio Capitani y publicada en 1964. Está considerada por la crítica como el último peplum, aunque ese título le corresponde a "Hércules y la reina de Troya". No obstante, hubo un renacer del género en los años 80 a modo de neo-peplum con películas como Los Cántabros de Paul Naschy y la trilogía de Hércules de Lou Ferrigno.
Como muestra del agotamiento del género y el abarrocamiento al que éste había llegado, está protagonizada por cuatro de los héroes de las sagas del género, Hércules, Maciste, Ursus y Sansón. Igualmente, su protagonista femenina es una antagonista clásica de Hércules, que no está interpretada por la malograda Sylvia López sino por Elisa Montés.

## Argumento
Su trama está emparentada con el clásico peplum Hércules encadenado. Igualmente, aquí el héroe llega al reino de Lidia y no puede resistirse a vivir una vida de placer junto a la reina Ónfale. Sin embargo, ella no está enamorada de Hércules sino de Inor, el hijo del enemigo acérrimo de su propia madre, Nemea. Obligada por su madre a aceptar a Hércules, Omphale se sirve de un subterfugio que el Oráculo de la Diosa Alte, que declara que Júpiter dará su consentimiento al matrimonio solamente a condición de que Hércules consiga vencer al hombre más fuerte del mundo: Sansón.

## Hercules Returns
En 1993, Combate de Gigantes tuvo un resurgimiento en clave posmodernista gracias al director de cine australiano David Parker. La película Hercules Returns es una comedia narra la historia del cinéfilo Brad McBain, un frustrado empleado de un cine local en Melbourne. Su sueño es reabrir el histórico y elegante cine Picture Palace para especializarlo en reestrenos de cine clásico. Siendo Combate de Gigantes la última cinta proyectada antes de su cierre, decide encargar una copia para inaugurar la reapertura, pero esta llega en italiano. Esto le lleva a tener que doblarla él mismo con nuevos y divertidos diálogos.
- Datos: Q1150195